# Ekeskäret (vid Rosala, Kimitoön)
Ekeskäret är en ö i Finland. Den ligger i Skärgårdshavet och i kommunen Kimitoön i den ekonomiska regionen  Åboland i landskapet Egentliga Finland, i den sydvästra delen av landet. Ön ligger omkring 70 kilometer söder om Åbo och omkring 140 kilometer väster om Helsingfors.  Den ligger på ön Klöverklobben.
Öns area är 3,7 hektar och dess största längd är 320 meter i sydöst-nordvästlig riktning.